# اس‌اس مونتبلو
اس‌اس مونتبلو (به انگلیسی: SS Montebello) یک زیردریایی بود که طول آن ۴۴۰ فوت (۱۳۰ متر) بود. این زیردریایی در سال ۱۹۲۱ ساخته شد.